# Pohár mistrů evropských zemí 1986/1987
Sezóna 1986/1987 byla 32. ročníkem Poháru mistrů evropských zemí. Jejím vítězem se stal portugalský klub FC Porto.
I v tomto ročníku pokračoval zákaz startu anglických týmů.

## První kolo
| Domácí v 1. zápase  | Celkem | Hosté v 1. zápase | 1. zápas | 2. zápas |
| ------------------- | ------ | ----------------- | -------- | -------- |
| Paris Saint-Germain | 2:3    | Vítkovice         | 2:2      | 0:1      |
| FC Porto            | 10:0   | Rabat Ajax FC     | 9:0      | 1:0      |
| Brøndby             | 6:3    | Budapešť Honvéd   | 4:1      | 2:2      |
| Örgryte             | 3:7    | Dynamo Berlin     | 2:3      | 1:4      |
| Beşiktaş            | 3:0    | Dinamo Tirana     | 2:0      | 1:0      |
| APOEL               | 3:31   | HJK Helsinki      | 1:0      | 2:3      |
| Shamrock Rovers     | 0:3    | Celtic FC         | 0:1      | 0:2      |
| Stara Zagora        | 1:3    | FK Dynamo Kyjev   | 1:1      | 0:2      |
| PSV                 | 0:2    | FC Bayern Mnichov | 0:2      | 0:0      |
| Avenir Beggen       | 0:6    | Austria Vídeň     | 0:3      | 0:3      |
| Anderlecht          | 3:1    | Górnik Zabrze     | 2:0      | 1:1      |
| FC Steaua București |        | –                 | –        | –        |
| Rosenborg           | 2:1    | Linfield FC       | 1:0      | 1:1      |
| CZ Bělehrad         | 4:2    | Panathinaikos     | 3:0      | 1:2      |
| Young Boys          | 1:5    | Real Madrid       | 1:0      | 0:5      |
| Juventus FC         | 11:0   | Valur             | 7:0      | 4:0      |

1 APOEL postoupil do dalšího kola díky více vstřeleným brankám na hřišti soupeře.

## Druhé kolo
| Domácí v 1. zápase | Celkem   | Hosté v 1. zápase   | 1. zápas | 2. zápas |
| ------------------ | -------- | ------------------- | -------- | -------- |
| Vítkovice          | 1:3      | FC Porto            | 1:0      | 0:3      |
| Brøndby            | 3:2      | Dynamo Berlin       | 2:1      | 1:1      |
| Beşiktaş           | (kont.)1 | APOEL               | –        | –        |
| Celtic FC          | 2:4      | FK Dynamo Kyjev     | 1:1      | 1:3      |
| FC Bayern Mnichov  | 3:1      | Austria Vídeň       | 2:0      | 1:1      |
| Anderlecht         | 3:1      | FC Steaua București | 3:0      | 0:1      |
| Rosenborg          | 1:7      | CZ Bělehrad         | 0:3      | 1:4      |
| Real Madrid        | 1:12     | Juventus FC         | 1:0      | 0:1      |

1 APOEL se z politických důvodů vzdal účasti.
2 Real Madrid zvítězil v penaltovém rozstřelu.

## Čtvrtfinále
| Domácí v 1. zápase | Celkem | Hosté v 1. zápase | 1. zápas | 2. zápas |
| ------------------ | ------ | ----------------- | -------- | -------- |
| FC Porto           | 2:1    | Brøndby           | 1:0      | 1:1      |
| Beşiktaş           | 0:7    | FK Dynamo Kyjev   | 0:5      | 0:2      |
| FC Bayern Mnichov  | 7:2    | Anderlecht        | 5:0      | 2:2      |
| CZ Bělehrad        | 4:41   | Real Madrid       | 4:2      | 0:2      |

1 Real Madrid postoupil do dalšího kola díky více vstřeleným brankám na hřišti soupeře.

## Semifinále
| Domácí v 1. zápase | Celkem | Hosté v 1. zápase | 1. zápas | 2. zápas |
| ------------------ | ------ | ----------------- | -------- | -------- |
| FC Porto           | 4:2    | FK Dynamo Kyjev   | 2:1      | 2:1      |
| FC Bayern Mnichov  | 4:2    | Real Madrid       | 4:1      | 0:1      |

## Finále
| 27. května 1987            |        |                   |                                                                       |
| FC Porto                   | 2:1    | FC Bayern Mnichov | Prater Stadium, Vídeň diváci: 62 000 rozhodčí: Alexis Ponnet (Belgie) |
| Rabah Madžer 79' Juary 81' | Report | Ludwig Kögl 24'   | Prater Stadium, Vídeň diváci: 62 000 rozhodčí: Alexis Ponnet (Belgie) |

## Vítěz
| Pohár mistrů evropských zemí 1986/87 FC Porto (1. titul) Józef Młynarczyk, João Pinto , Eduardo Luís, Celso, Augusto Inácio, Jaime Magalhães, Quim, António Sousa, António André, Paulo Futre, Rabah Madžer, Zé Beto, João Festas, António Frasco, Walter Casagrande, Juary, António Lima Pereira Trenér: Artur Jorge |